# شهر (فیلم، ۱۹۹۹)
شهر (عربی: المدينه) فیلمی در ژانر درام به کارگردانی یسری نصرالله است که در سال ۱۹۹۹ منتشر شد. از بازیگران آن می‌توان به رشدی زیم اشاره کرد.